# Waiver
Als Waiver bezeichnet man in der EU am Börsenhandel zugelassene Tochterunternehmen, deren Mutterkonzern in einem anderen Mitgliedstaat beheimatet ist. Für diese  gruppenangehörige Gesellschaften können die Mitgliedstaaten beschließen, unter bestimmten Bedingungen von der Erfüllung gesetzlicher Kontroll- und Meldepflichten abzusehen.
Gesetzliche Grundlage für in Deutschland ansässige Unternehmen ist § 2a KWG. Nach dieser eng definierten Ausnahme für inländische Institutsgruppen (Waiver-Regelung) kann auf der Ebene des Tochterinstituts auf die Einrichtung von internen Kontrollverfahren nach § 10 KWG (Anforderungen an die Eigenmittelausstattung), §§ 13 und 13a KWG (Großkreditregelungen) und § 25a Abs. 1 KWG (Monatsausweise) verzichtet werden. Ebenfalls sind die Institute nicht im Rahmen des Meldewesens nach § 9 WpHG der Bundesanstalt für Finanzdienstleistungsaufsicht meldepflichtig, die BaFin erhält also keine Mitteilung über getätigte Börsengeschäfte.
An die Anwendung der Waiver-Regelung sind jedoch umfangreiche Voraussetzungen geknüpft, so z. B. die Einrichtung von gruppenweiten Prozessen zur Identifizierung, Beurteilung, Steuerung, Überwachung und Kommunikation der Risiken und die Abgabe einer Patronatserklärung gegenüber der Aufsichtsbehörde.
Außerdem unterliegen die Waiver in dem Land, wo sie zum Börsenhandel zugelassen sind, einer vergleichbaren Kontroll- und Meldepflicht.